# Axel Bøyum

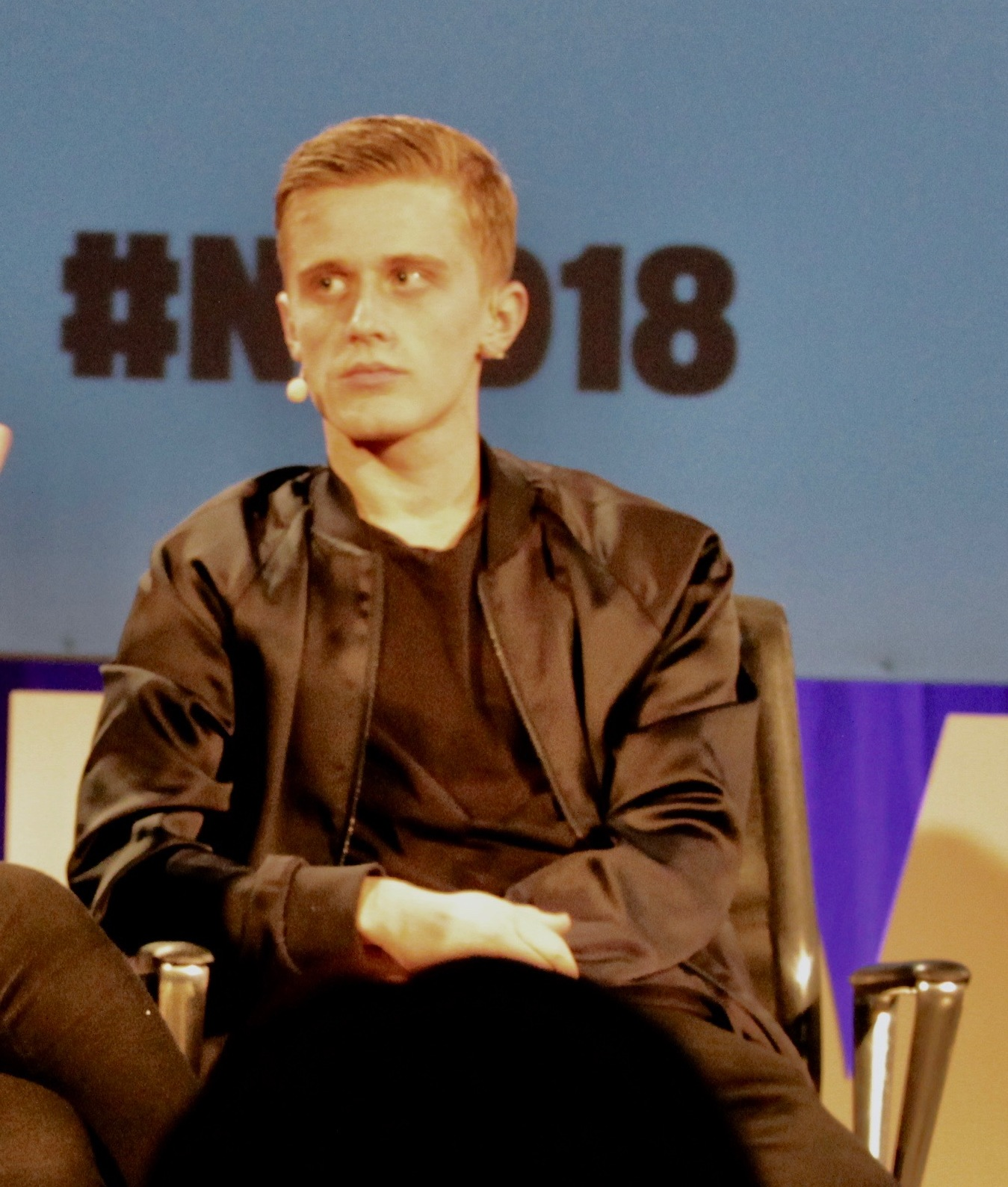
Axel Bøyum, 2018

Axel Bøyum (* 14. Januar 1995 als Axel Gehrken Bøyum) ist ein norwegischer Schauspieler. Sein Durchbruch gelang ihm mit der Serie Eyewitness – Die Augenzeugen.

## Leben
Bøyum wuchs in Oslo auf und er besuchte die Theaterlinie der Hartvig-Nissen-Schule. Er gab an, dass er eigentlich die Sportlinie besuchen wollte, dies aber wegen eines Beinbruchs nicht machen konnte und so mit dem Theaterspiel in Berührung kam. Er begann in der Folge, bei verschiedenen Auditions mitzuwirken und bekam schließlich die Rolle des Filip in der NRK-Serie Eyewitness – Die Augenzeugen. Danach war er unter anderem in Black Widows zu sehen und er wirkte an verschiedenen Theaterproduktionen mit, so etwa bei Romeo und Julia am Det Norske Teatret. Des Weiteren spielte er am Theater in Molde.
Von 2018 bis 2019 wirkte er in zwei Staffeln bei der norwegischen Fernsehserie Heimebane in der Rolle des Fußballspielers Adrian Austnes mit. Für die Serie gewann er beim Fernsehpreis Gullruten die Auszeichnung in der Kategorie „Bester männlicher Schauspieler“. Mit damals 23 Jahren wurde Bøyum der bis dahin jüngste Preisträger in dieser Kategorie.

## Auszeichnungen
- 2018: Gullruten in der Kategorie „Bester männlicher Schauspieler“

## Filmografie
- 2014: Eyewitness – Die Augenzeugen (Fernsehserie, 8 Folgen)
- 2016: Black Widows (Fernsehserie, 8 Folgen)
- 2018–2019: Heimebane (Fernsehserie, 18 Folgen)
- 2020: Heksejakt (Fernsehserie, 8 Folgen)
- 2020: Betrayed (Original: Den største forbrytelsen)
- 2021: Delete Me (Fernsehserie, 7 Folgen)
- 2021: Furia (Fernsehserie, 1 Folge)
- 2022: Blasted
- 2022: Headhunters (Miniserie, 6 Folgen)
- 2022: Gulltransporten
- 2024: Mittsommernacht (Serie, 1 Folge)
- 2024: Insel der Milliardäre (Fernsehserie, 6 Folgen)